# Queen of Hip-Pop
Albums de Namie Amuro
Style
(2003) Play
(2007)
Singles
 Queen of Hip-Pop  est le 6e album régulier de Namie Amuro sorti sur le label Avex Trax, ou le 9e sous son seul nom en comptant celui sur le label Toshiba-EMI et deux précédentes compilations.

## Présentation
L'album sort le 13 juillet 2005 au Japon. Il atteint la 2e place du classement de l'Oricon. Il reste classé pendant 19 semaines, pour un total de 455 428 exemplaires vendus pendant cette période, soit le double des ventes de son précédent album Style, et sa meilleure vente d'album depuis Genius 2000 sorti début 2000.
Il contient quatre titres déjà sortis en singles, mais pas la deuxième chanson du single "double face A" Girl Talk / The Speed Star. 
Pour cet album, un accord a été signé pour pouvoir utiliser librement l'image du personnage de La Panthère rose dont Namie amuro est fan, et qui apparait donc dans certains clips vidéos et publicités liés à l'album, notamment pour le titre WoWa qui est diffusé en radio et en clip vidéo bien que non disponible en single ; ce clip est un dessin animé où Amuro est elle-même représentée en Panthère rose femelle.

## Liste des titres
| 1.  | Queen of Hip-Pop                    | Tiger                                | Nao'ymt                              | Nao'ymt | 3:14 |
| 2.  | Want Me, Want Me (WANT ME, WANT ME) | Michico                              | SUGI-V                               | SUGI-V  | 3:10 |
| 3.  | WoWa                                | Nao'ymt                              | Nao'ymt                              | Nao'ymt | 4:08 |
| 4.  | I Wanna Show You My Love            | Michico                              | T.Kura, Michico                      | T.Kura  | 3:39 |
| 5.  | Girl Talk (GIRL TALK)               | T.Kura, Michico                      | T.Kura, Michico                      | T.Kura  | 4:22 |
| 6.  | Free                                | Namie Amuro                          | Nao’ymt                              | Nao'ymt | 4:18 |
| 7.  | My Darling                          | Michico                              | T. Kura, Michico                     | T.Kura  | 4:14 |
| 8.  | Ups & Downs (duet with Nao'ymt)     | Nao'ymt                              | Nao'ymt                              | Nao'ymt | 3:46 |
| 9.  | I Love You                          | Christopher Stewart, Tab, Traci Hale | Christopher Stewart, Tab, Traci Hale |         | 4:16 |
| 10. | All for You (ALL FOR YOU)           | Natsumi Watanabe                     | Ryoki Matsumoto                      | Jun Abe | 5:47 |
| 11. | Alarm (ALARM)                       | Jusme                                | Monk                                 | Monk    | 4:10 |
| 12. | No (piste cachée)                   | Nao'ymt                              | Nao'ymt                              | Nao'ymt | 7:07 |
| 13. | No pt. 2 (piste cachée)             | Nao'ymt                              | Nao'ymt                              | Nao'ymt | 7:07 |

Note
1. ↑  Paroles en japonais : Shoko Fujibayashi